# 11-я гвардейская истребительная авиационная дивизия
11-я гвардейская истребительная авиационная Днепропетровская Краснознамённая ордена Богдана Хмельницкого дивизия (11-я гв. иад) — соединение Военно-Воздушных сил (ВВС) Вооружённых Сил РККА, принимавшее участие в боевых действиях Великой Отечественной войны.

## Наименования дивизии
- 207-я смешанная авиационная дивизия;
- 207-я истребительная авиационная дивизия;
- 11-я гвардейская истребительная авиационная дивизия;
- 11-я гвардейская истребительная авиационная Днепропетровская дивизия;
- 11-я гвардейская истребительная авиационная Днепропетровская Краснознамённая дивизия;
- 11-я гвардейская истребительная авиационная Днепропетровская Краснознамённая ордена Богдана Хмельницкого дивизия;
- 195-я гвардейская истребительная авиационная Днепропетровская Краснознамённая ордена Богдана Хмельницкого дивизия;
- 11-я гвардейская истребительная авиационная Днепропетровская Краснознамённая ордена Богдана Хмельницкого дивизия;
- Полевая почта (войсковая часть) 19066.

## Создание дивизии
Приказом НКО СССР за образцовое выполнение заданий командования и проявленные при этом мужество и героизм 207-я истребительная авиационная дивизия переименована в 11-ю гвардейскую истребительную авиационную дивизию.

## Переформирование дивизии
- 11-я гвардейская истребительная авиационная Днепропетровская Краснознамённая ордена Богдана Хмельницкого дивизия 20 февраля 1949 года переименована в 195-ю гвардейскую Днепропетровскую Краснознамённую ордена Богдана Хмельницкого истребительную авиационную дивизию[2]
- 195-я гвардейская истребительная авиационная Днепропетровская Краснознамённая ордена Богдана Хмельницкого дивизия Директивой Генерального Штаба в апреле 1968 года переименована в 11-ю гвардейскую истребительную авиационную Днепропетровскую Краснознамённую ордена Богдана Хмельницкого дивизию.

## В действующей армии
В составе действующей армии:
- с 24 августа 1943 года по 6 января 1944 года[3], всего 135 дней
- с 18 мая 1944 года по 11 мая 1945 года[3], всего 358 дней

Итого: 493 дня.

## Командир дивизии
- Полковник Осадчий Александр Петрович[4]. Период нахождения в должности: с 24 августа 1943 по 20 апреля 1945 года
- Генерал-майор авиации Осадчий, Александр Петрович. Период нахождения в должности: с 20 апреля 1945 по июнь 1947 года
- Полковник Сухачев Павел Петрович[4]. Период нахождения в должности: с 31.01.1951 по 01.05.1951 г.
- Полковник, с 25.04.1975 Генерал-майор авиации Бобров, Дмитрий Васильевич[5]. Период нахождения в должности: с ноября 1972 по ноябрь 1975 года

## В составе объединений
| Дата            | Фронт (округ)                           | Армия                  | Корпус                                             | Примечания     |
| --------------- | --------------------------------------- | ---------------------- | -------------------------------------------------- | -------------- |
| 24.08.1943 года | Юго-Западный фронт                      | 17-я воздушная армия   | 1-й гвардейский смешанный авиационный корпус       | -              |
| 20.10.1943 года | 3-й Украинский фронт                    | 17-я воздушная армия   | 1-й гвардейский смешанный авиационный корпус       | -              |
| 26.12.1943 года | 3-й Украинский фронт                    | 17-я воздушная армия   | -                                                  | -              |
| 06.01.1944 года | 3-й Украинский фронт                    | 17-я воздушная армия   | 1-й гвардейский смешанный авиационный корпус       | -              |
| 16.01.1944 года | Резерв Верховного Главного Командования | -                      | 1-й гвардейский смешанный авиационный корпус       | -              |
| 18.05.1944 года | 3-й Украинский фронт                    | 17-я воздушная армия   | 1-й гвардейский смешанный авиационный корпус       | -              |
| 08.07.1944 года | 1-й Украинский фронт                    | 2-я воздушная армия    | 1-й гвардейский смешанный авиационный корпус       | -              |
| 16.07.1944 года | 1-й Украинский фронт                    | 8-я воздушная армия    | 1-й гвардейский смешанный авиационный корпус       | -              |
| 28.09.1944 года | 1-й Украинский фронт                    | 8-я воздушная армия    | 2-й гвардейский штурмовой авиационный корпус       | -              |
| 30.08.1946 года | 1-й Украинский фронт                    | 2-я воздушная армия    | 2-й гвардейский штурмовой авиационный корпус       | -              |
| 10.06.1946 года | Центральная группа войск                | 2-я воздушная армия    | 2-й гвардейский штурмовой авиационный корпус       | -              |
| 1947 г.         |                                         |                        | 6-й гвардейский истребительный авиационный корпус  | -              |
| 01.1949 г.      |                                         |                        | 78-й гвардейский истребительный авиационный корпус | -              |
| 10.1952 г.      |                                         | 59-я воздушная армия   | -                                                  | -              |
| 9.1955 г.       |                                         | Особый корпус          | авиационная группа                                 | -              |
| 11.1956 г.      | Южная группа войск                      | ВВС Южной группы войск | -                                                  | -              |
| 4.1967 г.       | Южная группа войск                      | 36-я воздушная армия   | -                                                  | -              |
| 1.1980 г.       | Южная группа войск                      | ВВС Южной группы войск | -                                                  | -              |
| 4.1988 г.       | Южная группа войск                      | 36-я воздушная армия   | -                                                  | -              |
| 6.1991 г.       | Южная группа войск                      | 36-я воздушная армия   | -                                                  | расформирована |

## Части и отдельные подразделения дивизии

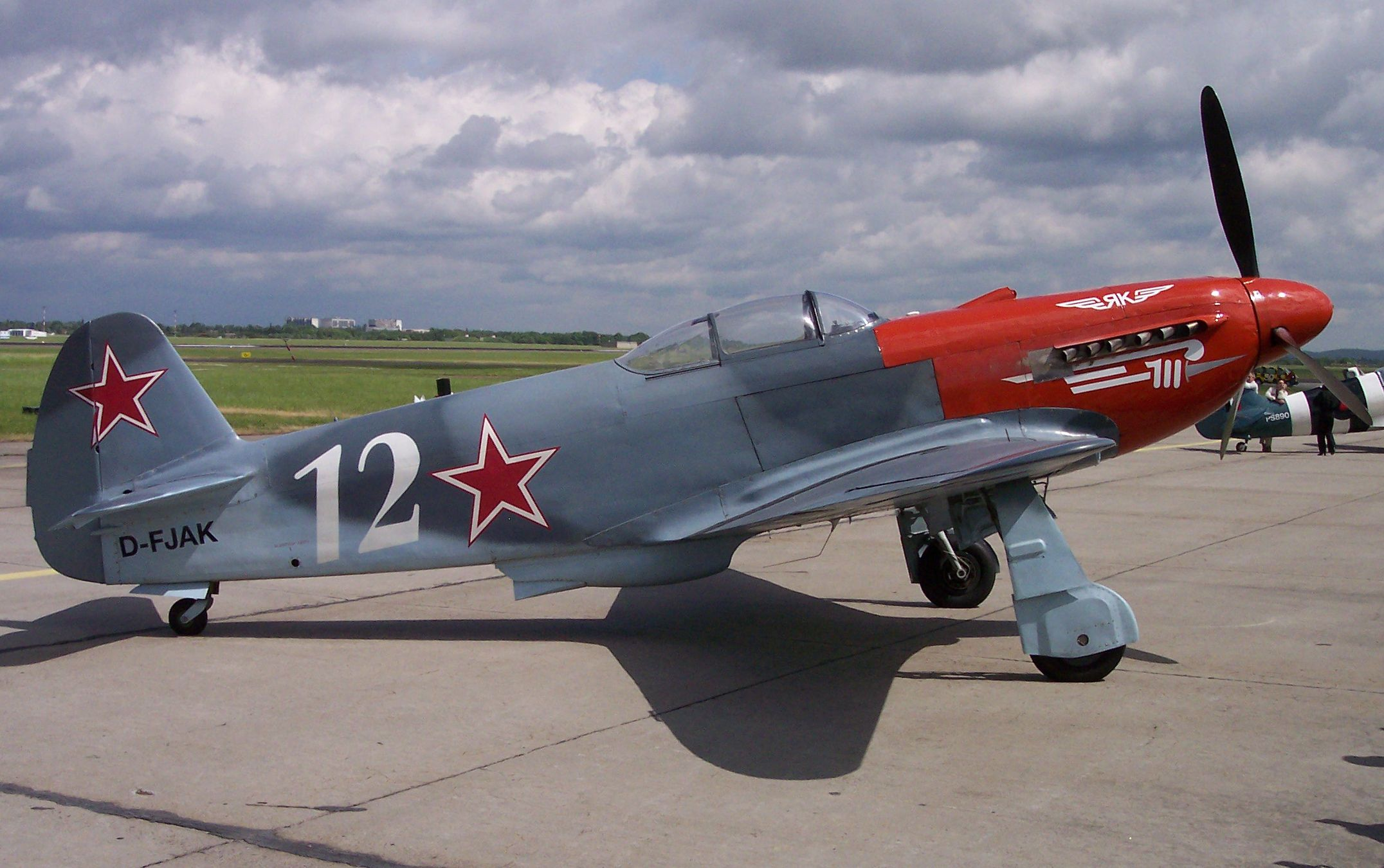
Истребитель Як-3

За весь период своего существования боевой состав дивизии претерпевал изменения, в различное время в её состав входили полки:
- 5-й гвардейский Берлинский Краснознамённый ордена Богдана Хмельницкого истребительный авиационный полк
- 106-й гвардейский истребительный авиационный полк (расформирован в середине 1961 года)
- 107-й гвардейский истребительный авиационный полк (22 марта 1947 года расформирован)
- 1-й гвардейский истребительный авиационный Красногвардейский Краснознамённый орденов Ленина и Кутузова полк (из состава расформированной в марте 1947 года 7-й гвардейской истребительной авиационной дивизии, вошёл в состав дивизии с 12.1945 г., вышел из состава дивизии 1 мая 1961 года, став отдельным полком)
- 14-й гвардейский истребительный авиационный Ленинградский Краснознамённый ордена Суворова полк имени А. А. Жданова (с середины 1961 года вошёл в состав вместо 106-го гвардейского иап)
- 515-й истребительный авиационный Померанский ордена Богдана Хмельницкого полк (вошёл в состав дивизии в декабре 1961 года из расформированной 145-й истребительной авиационной Нежинской Краснознамённой ордена Суворова дивизии (286-й истребительной авиационной дивизии))

### Боевой состав на 1970 год
- 5-й гвардейский истребительный авиационный Берлинский Краснознамённый ордена Богдана Хмельницкого полк (МиГ-21), аэродром Шармелек
- 14-й гвардейский истребительный авиационный полк Ленинградский Краснознамённый ордена Суворова имени А. А. Жданова (МиГ-21), аэродром Кишкунлацхаза
- 515-й истребительный авиационный Померанский ордена Богдана Хмельницкого полк (МиГ-21), аэродром Тёкель

### Боевой состав на 1980 год
- 5-й гвардейский истребительный авиационный Берлинский Краснознамённый ордена Богдана Хмельницкого полк (МиГ-23М), аэродром Шармелек
- 14-й гвардейский истребительный авиационный Ленинградский Краснознамённый ордена Суворова полк имени А. А. Жданова (МиГ-23), аэродром Кишкунлацхаза
- 515-й истребительный авиационный Померанский ордена Богдана Хмельницкого полк (МиГ-21СМТ, СМ), аэродром Тёкель. 4 августа 1989 года полк, переученный на МиГ-29, был расформирован, самолёты МиГ-29 были переданы в 5-й гв. иап.

### Боевой состав на 1990 год
- 5-й гвардейский истребительный авиационный Берлинский Краснознамённый ордена Богдана Хмельницкого полк (МиГ-29), аэродром Шармелек
- 14-й гвардейский истребительный авиационный Ленинградский Краснознамённый ордена Суворова полк имени А. А. Жданова (МиГ-29), аэродром Кишкунлацхаза

## Участие в операциях и битвах

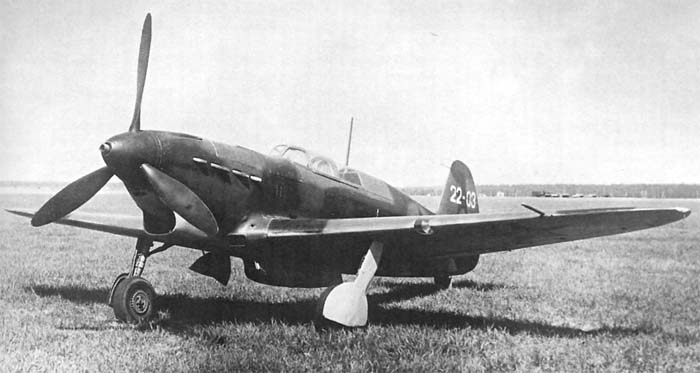
Истребитель Як-7

- Нижнеднепровская стратегическая наступательная операция
  - Запорожская операция с 10 октября 1943 года по 14 октября 1944 года.
  - Днепропетровская операция с 23 октября 1943 года по 5 ноября 1943 года.
- Днепровско-Карпатская операция:
  - Никопольско-Криворожская операция с 30 января 1944 года по 29 февраля 1944 года.
  - Березнеговато-Снигирёвская операция с 6 марта 1944 года по 18 марта 1944 года.
- Одесская операция с 23 марта 1944 года по 14 апреля 1944 года.
- Львовско-Сандомирская операция — с 13 июля 1944 года по 3 августа 1944 года
- Висло-Одерская операция — с 12 января 1945 года по 3 февраля 1945 года
- Нижне-Силезская операция — с 8 февраля 1945 года по 24 февраля 1945 года
- Берлинская операция — с 16 апреля 1945 года по 8 мая 1945 года
- Пражская операция — с 6 мая 1945 года по 11 мая 1945 года

1956 год:
- Венгерское восстание. Операция «Вихрь»

1968 год:
- Вторжение в Чехословакию. Операция «Дунай»

## Статистика боевых действий
За период с 12 декабря 1942 года по 5 мая 1945 года
| Боевых вылетов | Проведено групповых воздушных боёв | Сбито самолётов противника | Подбито самолётов противника | Уничтожено самолётов противника на земле |
| -------------- | ---------------------------------- | -------------------------- | ---------------------------- | ---------------------------------------- |
| 23382          | 872                                | 896                        | 214                          | 95                                       |

## Почётные наименования
- 11-й гвардейской истребительной авиационной дивизии присвоено почётное наименование «Днепропетровская»[10]
- 5-му гвардейскому истребительному авиационному Краснознамённому ордена Богдана Хмельницкого полку присвоено почётное наименование «Берлинский»[11]
- 106-му гвардейскому истребительному авиационному полку присвоено почётное наименование «Висленский»[12]
- 107-му гвардейскому истребительному авиационному полку присвоено почётное наименование «Одерский»[13]

## Награды
- 11-я гвардейская истребительная дивизия Указом Президиума Верховного Совета СССР от 9 августа 1944 года за образцовое выполнение заданий командования в боях с немецкими захватчиками при прорыве обороны немцев на Львовском направлении, проявленные при этом доблесть и мужество награждена Орденом Красного Знамени.[14].
- 11-я гвардейская истребительная дивизия Указом Президиума Верховного Совета СССР награждена орденом «Богдана Хмельницкого II степени»
- 5-й гвардейский истребительный авиационный полк награждён орденом «Боевого Красного Знамени»[15]
- 5-й гвардейский Берлинский Краснознамённый истребительный авиационный полк награждён орденом «Богдана Хмельницкого II степени»[16]
- 106-й гвардейский Висленский истребительный авиационный полк награждён орденом «Александра Невского»[17]
- 107-й гвардейский Одерский истребительный авиационный полк награждён орденом «Александра Невского»[17]
- 106-й гвардейский Висленский ордена Александра Невского истребительный авиационный полк награждён орденом «Кутузова III степени»[16]

## Благодарности Верховного Главнокомандующего

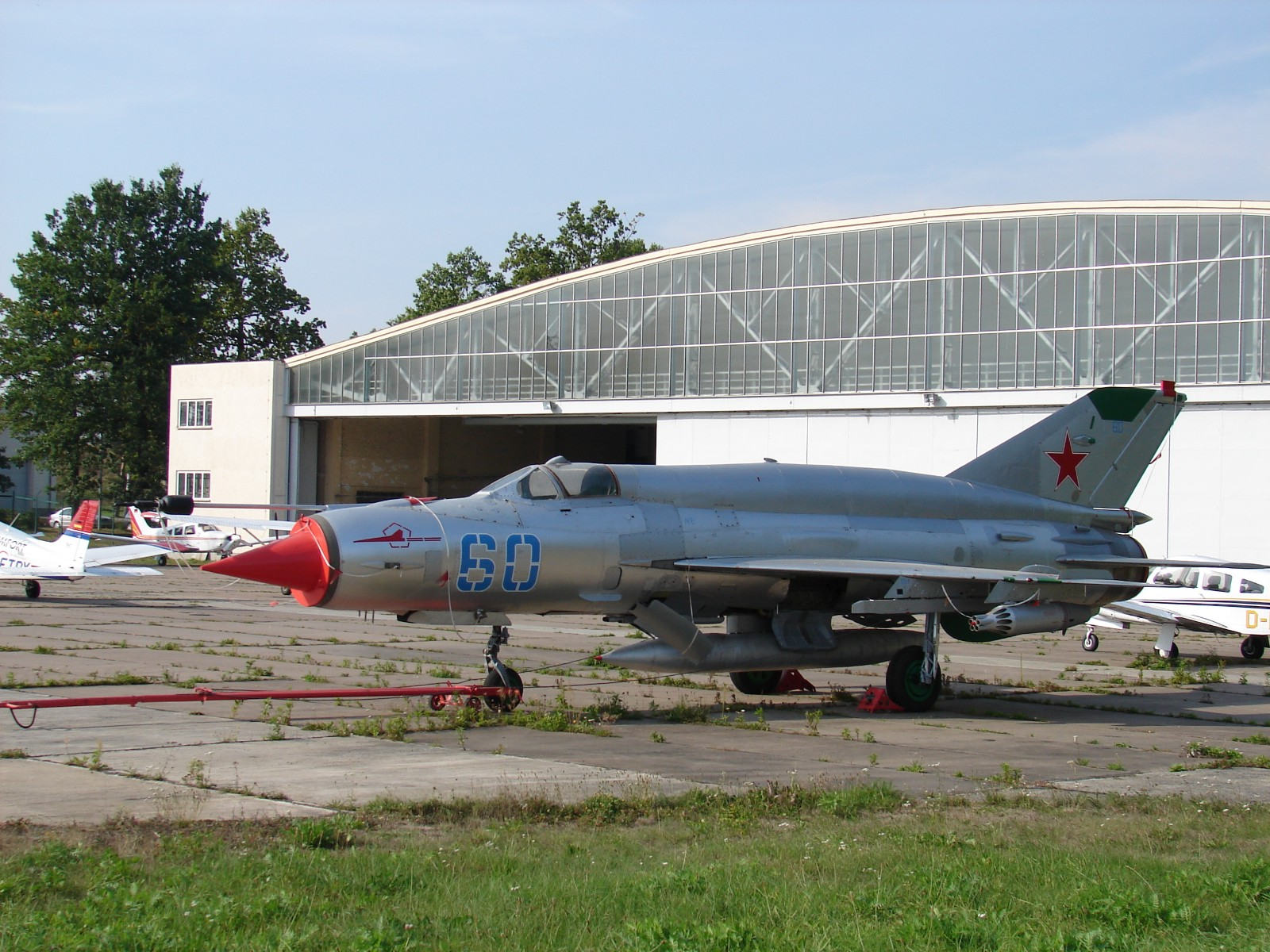
МиГ-21 СМТ

Верховным Главнокомандующим дивизии объявлены благодарности:
- За овладение областным центром Украины городом Днепропетровск и городом Днепродзержинск (Каменское) — важнейшими промышленными центрами юга страны и крупными узлами обороны немцев в излучине реки Днепр[18]
- За овладение городами Владимир-Волынский и Рава-Русская[19]
- За овладение городом Сандомир и за овладение сандомирским плацдармом[20]
- За овладение городами немецкой Силезии Нейштедтель, Нейзальц, Фрейштадт, Шпроттау, Гольдберг, Яуэр, Штригау[21]
- За овладение городами Грюнберг, Зоммерфельд и Зорау[22]
- За овладение городом и крепостью Глогау (Глогув) — мощным узлом обороны немцев на левом берегу Одера[23]
- За ликвидацию группы немецких войск, окружённой юго-восточнее Берлина[24]

## Герои Советского Союза
| - Кузнецов Михаил Васильевич, гвардии подполковник, командир 106-го гвардейского авиационного истребительного полка 11-й гвардейской истребительной авиационной дивизии 2-го гвардейского штурмового авиационного корпуса 2-й воздушной армии Указом Президиума Верховного Совета СССР 27 июня 1945 года удостоен звания дважды Героя Советского Союза. Золотая Звезда 2/82 - Попков Виталий Иванович, гвардии капитан, командир эскадрильи 5-го гвардейского истребительного авиационного полка 11-й гвардейской истребительной авиационной дивизии 2-го гвардейского штурмового авиационного корпуса 2-й воздушной армии Указом Президиума Верховного Совета СССР от 27 июня 1945 года удостоен звания дважды Героя Советского Союза. Золотая Звезда № 7900 - Артемченков Григорий Фёдорович, гвардии лейтенант, командир звена 106-го гвардейского истребительного авиационного полка 11-й гвардейской истребительной авиационной дивизии 2-го гвардейского штурмового авиационного корпуса 2-й воздушной армии Указом Президиума Верховного Совета СССР 27 июня 1945 года удостоен звания Героя Советского Союза. Золотая Звезда № 7467 - Баевский Георгий Артурович, гвардии старший лейтенант, штурман эскадрильи 5-го гвардейского истребительного авиационного полка 11-й гвардейской истребительной авиационной дивизии 1-го гвардейского Смешанного авиационного корпуса 17-й воздушной армии Указом Президиума Верховного Совета СССР 4 февраля 1944 года удостоен звания Героя Советского Союза. Золотая Звезда № 2805. - Бобков Валентин Васильевич, гвардии капитан, командир эскадрильи 106-го гвардейского истребительного авиационного полка 11-й гвардейской истребительной авиационной дивизии 2-го гвардейского штурмового авиационного корпуса 2-й воздушной армии Указом Президиума Верховного Совета СССР 27 июня 1945 года удостоен звания Героя Советского Союза. Золотая Звезда № 7664 - Волошин Александр Иович, гвардии старший лейтенант, заместитель командира эскадрильи 107-го гвардейского истребительного авиационного полка 11-й гвардейской истребительной авиационной дивизии 2-го гвардейского штурмового авиационного корпуса 2-й воздушной армии Указом Президиума Верховного Совета СССР 27 июня 1945 года удостоен звания Героя Советского Союза. Золотая Звезда № 7902 - Глинкин Сергей Григорьевич, гвардии лейтенант, командир звена 5-го гвардейского истребительного авиационного полка 11-й гвардейской истребительной авиационной дивизии 1-го гвардейского Смешанного авиационного корпуса 17-й воздушной армии Указом Президиума Верховного Совета СССР 4 февраля 1944 года удостоен звания Героя Советского Союза. Золотая Звезда № 3216 - Забырин Николай Владимирович, гвардии лейтенант, командир звена 106-го гвардейского истребительного авиационного полка 11-й гвардейской истребительной авиационной дивизии 2-го гвардейского штурмового авиационного корпуса 2-й воздушной армии Указом Президиума Верховного Совета СССР 27 июня 1945 года удостоен звания Героя Советского Союза. Золотая Звезда № 8619 - Индык Семён Леонтьевич, гвардии подполковник, командир 107-го гвардейского истребительного авиационного полка 11-й гвардейской истребительной авиационной дивизии 2-го гвардейского штурмового авиационного корпуса 2-й воздушной армии Указом Президиума Верховного Совета СССР 27 июня 1945 года удостоен звания Героя Советского Союза. Золотая Звезда № 6551 - Киянченко Николай Степанович, гвардии майор, штурман 106-го гвардейского истребительного авиационного полка 11-й гвардейской истребительной авиационной дивизии 2-го гвардейского штурмового авиационного корпуса 2-й воздушной армии Указом Президиума Верховного Совета СССР 27 июня 1945 года удостоен звания Героя Советского Союза. Золотая Звезда № 7649 - Кузнецов Иван Александрович, гвардии старший лейтенант, командир эскадрильи 107-го гвардейского истребительного авиационного полка 11-й гвардейской истребительной авиационной дивизии 2-го гвардейского штурмового авиационного корпуса 2-й воздушной армии Указом Президиума Верховного Совета СССР 27 июня 1945 года удостоен звания Героя Советского Союза. Золотая Звезда № 7650 - Лихачёв Виктор Кириллович, гвардии лейтенант, командир звена 106-го гвардейского истребительного авиационного полка 11-й гвардейской истребительной авиационной дивизии 2-го гвардейского штурмового авиационного корпуса 2-й воздушной армии Указом Президиума Верховного Совета СССР 27 июня 1945 года удостоен звания Героя Советского Союза. Золотая Звезда № 7505 - Мастерков Александр Борисович, гвардии старший лейтенант, командир звена 5-го гвардейского истребительного авиационного полка 11-й гвардейской истребительной авиационной дивизии 2-го гвардейского штурмового авиационного корпуса 2-й воздушной армии Указом Президиума Верховного Совета СССР 27 июня 1945 года удостоен звания Героя Советского Союза. Посмертно - Орлов Александр Иванович, гвардии капитан, командир эскадрильи 5-го гвардейского истребительного авиационного полка 11-й гвардейской истребительной авиационной дивизии 2-го гвардейского штурмового авиационного корпуса 2-й воздушной армии Указом Президиума Верховного Совета СССР 27 июня 1945 года удостоен звания Героя Советского Союза. Золотая Звезда № 7654 - Осадчий Александр Петрович, гвардии генерал-майор авиации, командир 11-й гвардейской истребительной авиационной дивизии 2-го гвардейского штурмового авиационного корпуса 2-й воздушной армии Указом Президиума Верховного Совета СССР 27 июня 1945 года удостоен звания Героя Советского Союза. Золотая Звезда № 6598 - Попков Виталий Иванович, гвардии капитан, командир эскадрильи 5-го гвардейского истребительного авиационного полка 11-й гвардейской истребительной авиационной дивизии 2-го гвардейского штурмового авиационного корпуса 2-й воздушной армии Указом Президиума Верховного Совета СССР 27 июня 1945 года удостоен звания дважды Героя Советского Союза. Золотая Звезда № 7900 - Путько Николай Савельевич, гвардии старший лейтенант, заместитель командира эскадрильи 106-го гвардейского истребительного авиационного полка 11-й гвардейской истребительной авиационной дивизии 2-го гвардейского штурмового авиационного корпуса 2-й воздушной армии Указом Президиума Верховного Совета СССР 27 июня 1945 года удостоен звания Героя Советского Союза. Золотая Звезда № 8630 - Пчёлкин Александр Иванович, гвардии старший лейтенант, командир эскадрильи 5-го гвардейского истребительного авиационного полка 11-й гвардейской истребительной авиационной дивизии 2-го гвардейского штурмового авиационного корпуса 2-й воздушной армии Указом Президиума Верховного Совета СССР 27 июня 1945 года удостоен звания Героя Советского Союза. Золотая Звезда № 8631 - Савельев Евгений Петрович, гвардии старший лейтенант, заместитель командира эскадрильи 106-го гвардейского истребительного авиационного полка 11-й гвардейской истребительной авиационной дивизии 1-го гвардейского Смешанного авиационного корпуса 17-й воздушной армии Указом Президиума Верховного Совета СССР 2 августа 1944 года удостоен звания Героя Советского Союза. Золотая Звезда № 2832 - Селифонов Иван Иванович, гвардии старший лейтенант, командир звена 106-го гвардейского истребительного авиационного полка 11-й гвардейской истребительной авиационной дивизии 2-го гвардейского штурмового авиационного корпуса 2-й воздушной армии Указом Президиума Верховного Совета СССР 27 июня 1945 года удостоен звания Героя Советского Союза. Золотая Звезда № 8807 - Соколов Леонид Михайлович, гвардии майор, командир эскадрильи 107-го гвардейского истребительного авиационного полка 11-й гвардейской истребительной авиационной дивизии 2-го гвардейского штурмового авиационного корпуса 2-й воздушной армии Указом Президиума Верховного Совета СССР 27 июня 1945 года удостоен звания Героя Советского Союза. Золотая Звезда № 8654 - Тимошенко Афанасий Иванович, гвардии майор, заместитель командира 106-го гвардейского истребительного авиационного полка 11-й гвардейской истребительной авиационной дивизии 2-го гвардейского штурмового авиационного корпуса 2-й воздушной армии Указом Президиума Верховного Совета СССР 27 июня 1945 года удостоен звания Героя Советского Союза. Посмертно - Ярёменко Евгений Михайлович, гвардии капитан, заместитель командира эскадрильи 5-го гвардейского истребительного авиационного полка 11-й гвардейской истребительной авиационной дивизии 2-го гвардейского штурмового авиационного корпуса 2-й воздушной армии Указом Президиума Верховного Совета СССР 27 июня 1945 года удостоен звания Героя Советского Союза. Золотая Звезда № 7661 |

## Литература

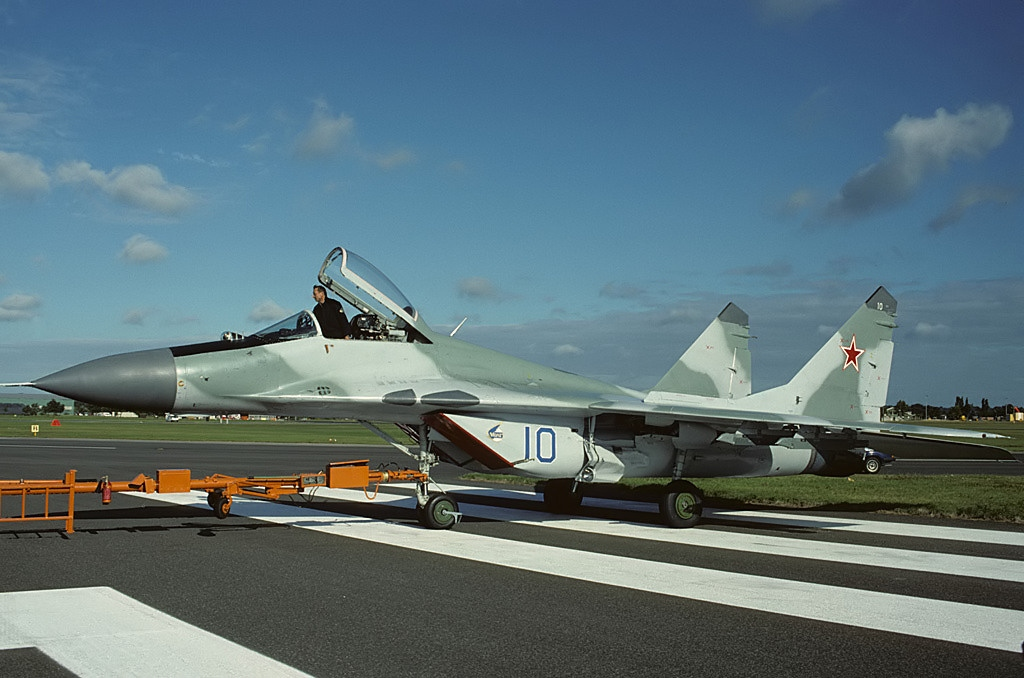
МиГ-29

## Базирование
| Период                  | Место базирования          |
| ----------------------- | -------------------------- |
| 05.1945 — 07.1945       | Котбус, Германия           |
| 07.1945 — 11.1945       | Парндорф, Австрия          |
| 11.1945 — 09.1949       | Веспрем, Венгрия           |
| 09.1949 — 11.1956       | Папа, Венгрия              |
| 11.1956 — 25.08.1968    | Тёкёль. Венгрия            |
| 25.08.1968 — 25.10.1968 | Брно-Туржаны, Чехословакия |
| 25.10.1968 — 06.1991    | Тёкёль. Венгрия            |